# Мебельник
Мебельник  — український футбольний клуб з міста Чернівці.

## Історія
Футбольний клуб «Мебельник» заснований у Чернівцях, представляв місцеву меблеву фабрику.
У сезоні 1995/96 років клуб дебютував у розіграші аматорського чемпіонату України, де посів друге місце у своїй групі.
Потім виступав у розіграшах чемпіонату та кубку Чернівецької області, до поки не був розформований.

## Досягнення
- Аматорський чемпіонат України
  -  Срібний призер (1): 1995/96

## Відомі гравці
- / Олег Бурчак
- Віталій Ісаєв
- Ігор Мігалатюк